# Monitor ekranowy

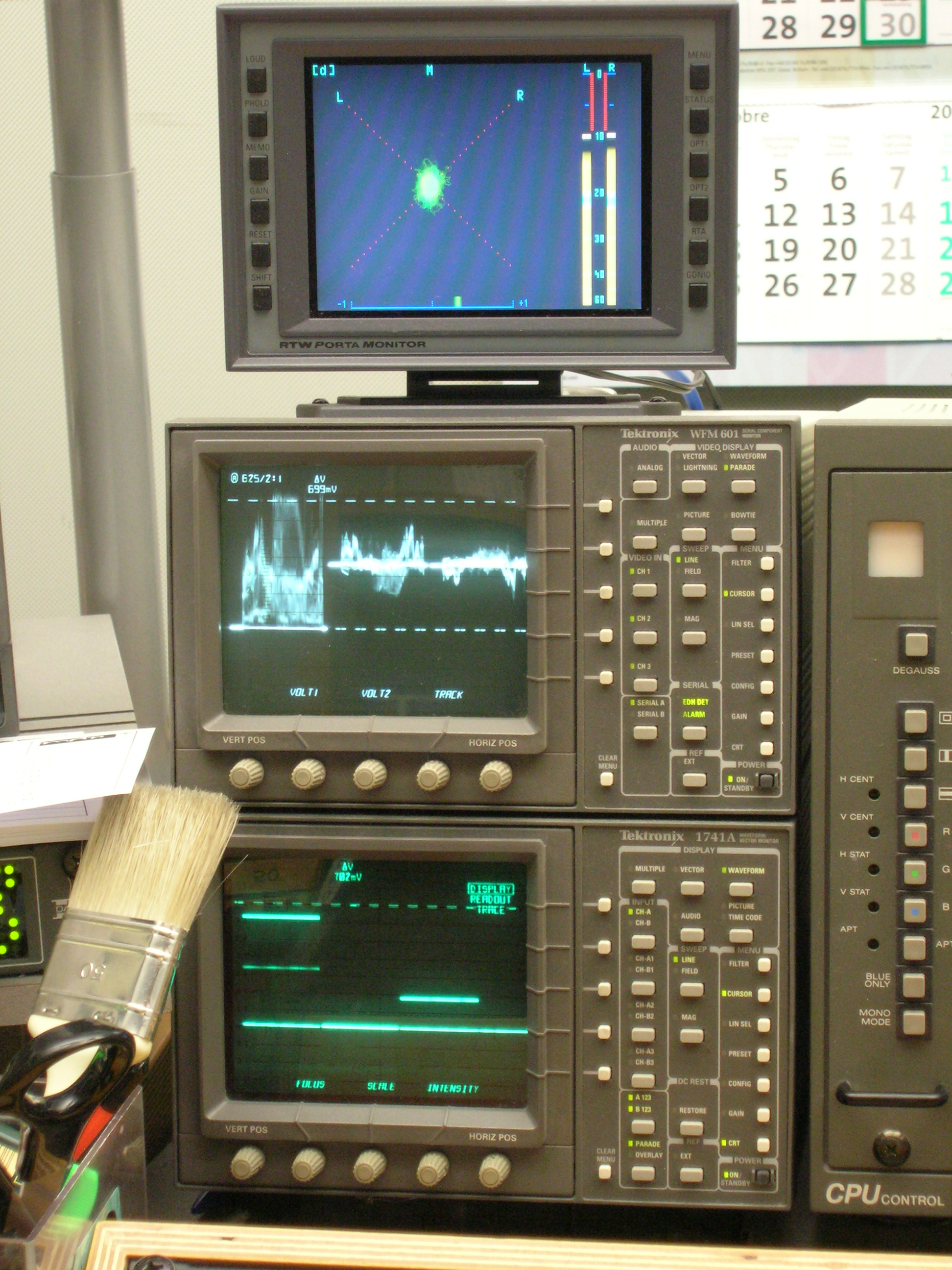
Monitory urządzeń pomiarowych

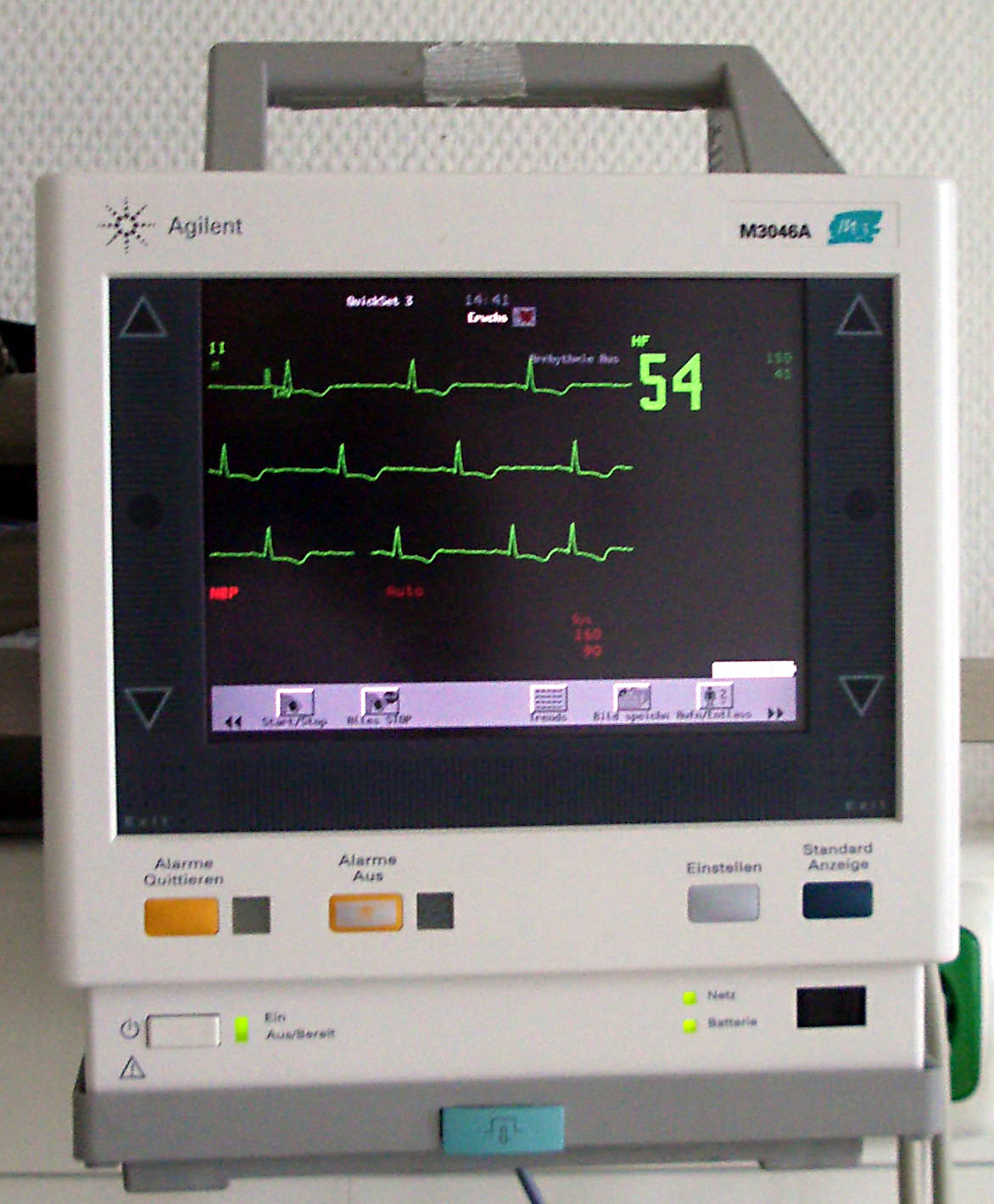
Monitor medyczny

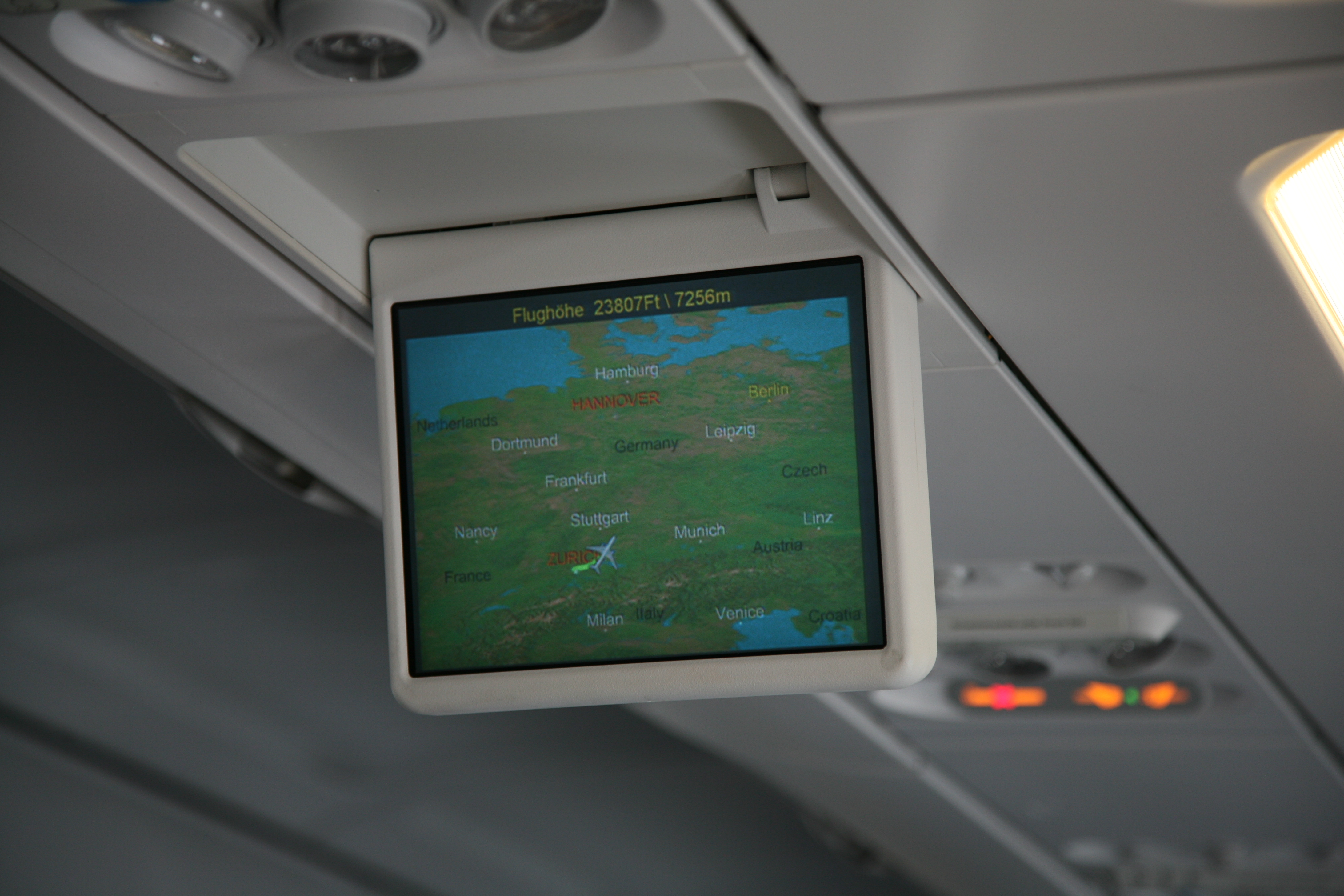
Monitor w samolocie

Monitor ekranowy – urządzenie zaopatrzone w wyświetlacz będący źródłem światła, przetwarzające sygnały odbierane z urządzeń technicznych na obraz wyświetlany na własnym ekranie w trybie alfanumerycznym lub graficznym i oglądany z drugiej strony przez oglądającego.
Wyróżnia się monitory lampowe (kineskopowe) – CRT, monitory oparte na ciekłych kryształach (LCD) oraz monitory plazmowe.
Monitory mają zastosowanie jako: monitory komputerowe, ekrany wystawiennicze, monitory telewizyjne itd.

## Parametry
Typowe parametry monitorów to:
- rozmiary ekranu – czyli przekątna ekranu wyrażana w calach;
- rozdzielczość – jest to liczba pikseli w poziomie i w pionie. Im wyższa rozdzielczość, tym obraz może zawierać więcej szczegółów; jest to jednak uwarunkowane również możliwościami zainstalowanej w komputerze karty graficznej, która bezpośrednio decyduje o jakości wyświetlanego obrazu.
- kolory, w jakich obraz może być wyświetlany na ekranie monitora, podawane są w bitach:
  - 8 bitów = maks. 256 kolorów (minimum dla multimediów)
  - 16 bitów = maks. 65 536 kolorów (HighColor, jakość wideo)
  - 24 bity = maks. 16,8 mln kolorów (TrueColor, jakość fotograficzna); dokładniej {\displaystyle 2^{24}} kolorów
  - 32 bity = TrueColor z przezroczystością (kanał alfa).
- częstotliwość odświeżania – im wyższa, tym lepsza, co objawia się mniejszym migotaniem obrazu, a więc mniejszym zmęczeniem oczu, rozsądny poziom dla monitora CRT to 85 Hz lub 100 Hz.
- plamka – jej wielkość decyduje o rozmiarach najmniejszych detali, jakie monitor jest w stanie wyświetlić. Im mniejsza plamka, tym ostrzejszy obraz, przy czym średnia wielkość plamki rośnie wraz z przekątną ekranu (0,28 mm – 21-calowe; 0,25 mm – 15-calowe). Ze względu na różny sposób pomiaru wielkości plamki monitorów CRT parametr ten może być mylący, dla monitorów LCD jest prostą funkcją rozdzielczości maksymalnej i przekątnej ekranu;

Dla uzyskania najlepszej możliwej jakości obrazu warto chwilę poeksperymentować. Wysokie częstotliwości odświeżania mogą powodować rozmycie obrazu, co jest szczególnie widoczne na niskiej jakości monitorach lub kartach graficznych, dlatego często warto obniżyć odświeżanie np. ze 120Hz do 100Hz. Przy tej samej karcie graficznej częstotliwość odświeżania jest odwrotnie proporcjonalna do rozdzielczości, czyli im większa rozdzielczość, tym mniejsza częstotliwość odświeżania.
- pasmo przenoszenia – zwykle 110 do 200 MHz, im większe, tym lepiej. Maksymalna częstotliwość sygnału wejściowego akceptowaną przez monitor, równa iloczynowi częstotliwości odchylenia poziomego, maksymalnej rozdzielczości w poziomie oraz częstotliwości odświeżania ekranu;

Niektóre dodatkowe zalety, jakie może mieć monitor:
- brak przeplotu (ang. non interlaced) redukuje migotanie obrazu;
- płaski ekran (ang. flat screen) najnowsze technologie pozwalają na uzyskanie bardziej płaskiego ekranu;
- sterowanie cyfrowe (ang. digital controls) – oznacza brak lub minimalizację regulatorów analogowych (potencjometrów) i zastąpienie ich regulatorami cyfrowymi, przez co możemy określić ustawienia osobno dla każdego trybu odświeżania i dla każdej rozdzielczości. Sterowanie cyfrowe jest precyzyjniejsze i zapewnia dużą wygodę obsługi;
- wyświetlanie ustawień na ekranie (ang. On-screen display – OSD)
- tryby oszczędzania energii – możliwość przechodzenia monitora po dłuższej bezczynności najpierw w tryb czuwania, a następnie uśpienia, co wiąże się z mniejszym poborem energii;
- powłoka antyrefleksyjna (ang. anti-glare coating) – eliminuje efekt odbijania się promieni słonecznych od ekranu monitora;
- B – polska norma bezpieczeństwa elektrycznego.

## Normy
Każdy monitor posiada pewne normy wyświetlania obrazu, np.: MPR II, TCO'92 95/99/03 – określające m.in. dopuszczalny poziom promieniowania elektromagnetycznego.